# 聖伯多祿義大利人教堂
聖伯多祿義大利人教堂（St. Peter's Italian Church）是位於英國倫敦霍本的一座巴西利卡風格的教堂。教堂修建於19世紀中期。正面有一座33米高的鐘樓，修建於1891年。現在教堂仍是當地義大利人社區的中心。

## 外部連結
- Official Site （页面存档备份，存于）

51°31′20″N 0°06′33″W / 51.5223°N 0.1091°W